# HyunJin (single)
"HyunJin" (ou HeeJin & HyunJin) é o segundo single do projeto de pré-estreia do grupo feminino sul-coreano LOOΠΔ. Foi lançado em 18 de novembro de 2016, pela Blockberry Creative e distribuído pela CJ E&M. Ele apresenta a integrante HyunJin e contém duas faixas: seu solo "Around You" e um dueto dela com HeeJin, intitulado "I'll Be There".

## Lançamento e promoções
Em 28 de outubro, a segunda integrante, Hyunjin, foi revelada. Em 10 de novembro, foi lançado um curta-metragem de 10 minutos do single "Around You". Seis dias depois, o videoclipe para o dueto de Heejin e Hyunjin "I'll Be There", filmado em Tóquio, Japão, foi lançado juntamente com o clipe oficial de "Around You". Ela teve cinco fansigns, três sozinha (Jongno, Busan, Ilsan) e outros dois com Heejin (Incheon, Sinchon). Em 18 de dezembro, um vídeo "100% Real Live" foi lançado. Nele, Hyunjin cantava "Around You" ao vivo acompanhada apenas por um teclado em que ela estava tocando. Um vídeo de Dance Practice para a faixa "I'll Be There" foi lançado em 13 de janeiro de 2017.

## Videoclipes
O vídeo de "Around You" foi gravado em Tóquio, Japão. A história começa com algo espionando Hyunjin; então um vaso se quebra dentro da casa e Hyunjin vai verificar o que aconteceu. Ela descobre um bracelete familiar no chão, e o objeto a faz sorrir. Após isso, ela vai para fora de casa e começa uma pequena viagem que termina no que aparenta ser um salão de um cabeleireiro. Hyunjin senta-se na poltrona, um pouco nervosa (provavelmente porque o rapaz da cena talvez seja seu interesse amoroso, ou por causa da mudança que iria ocorrer em seu cabelo). Tintas coloridas podem ser vistas num balcão atrás da poltrona. Após sair, ela senta-se numa escadaria com o semblante um pouco triste. Ela vê um gato aproximar-se e sente-se melhor. No final, ela vira uma pessoa com cabeça de gato e tem a epifania de que ela mesma é uma gata. Após os créditos da versão estendida do clipe, Heejin é vista encarando a Hyunjin (que ainda está com sua cabeça de gato) enquanto as duas sentam num banco.
No videoclipe de "I'll Be There", Hyunjin e Heejin exploram ruas movimentadas de Tóquio, com algumas cenas editadas com filtros fofos e/ou animações. As palavras "I'll Be There", ao serem cantadas no refrão, geralmente aparecem rodeadas de corações rabiscados, estrelas ou flores. Os locais das cenas de dança incluem o jardim de uma casa, e uma cobertura de prédio mostrando o céu à noite.

## Lista de faixas
| N.º            | Título                                    | Letras                      | Música                      | Arranjo        | Duração |  |
| 1.             | "Around You (다녀가요)"                   | Lee Juhyung                 | Lee Juhyung                 | Lee Juhyung    | 3:09    |  |
| 2.             | "I'll Be There Dueto de HyunJin e HeeJin" | Artronic Waves, David Kater | Artronic Waves, David Kater | Artronic Waves | 3:36    |  |
| Duração total: | Duração total:                            | Duração total:              | Duração total:              | Duração total: | 6:38    |  |

## Desempenho nas paradas
| Parada                   | Posição | Vendas        |
| ------------------------ | ------- | ------------- |
| Gaon Weekly Album Chart  | 28      | - KOR: 1,193+ |
| Gaon Monthly Album Chart | 65      | - KOR: 1,193+ |